# Henry Lewis

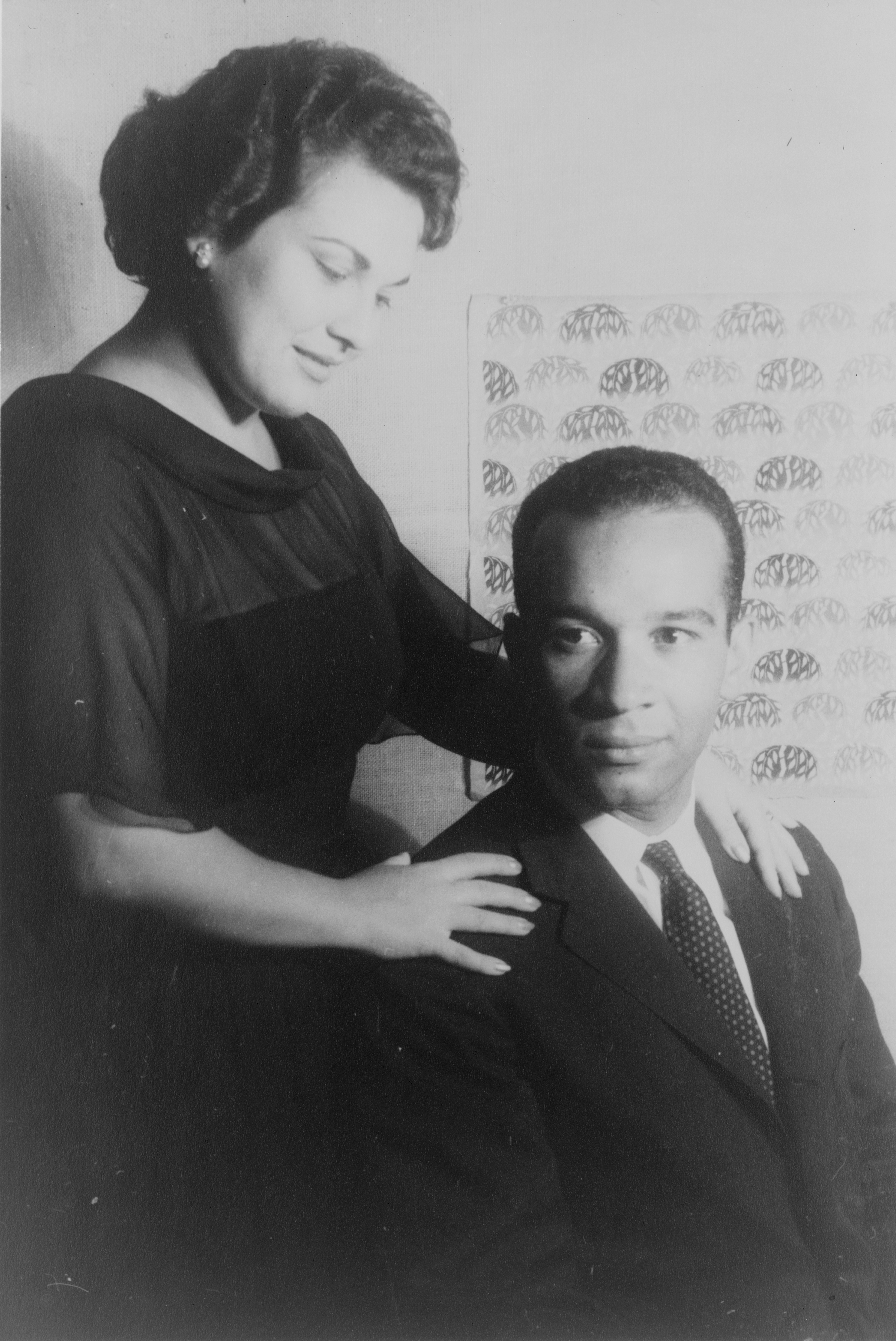
Marilyn Horne met Henry Lewis

Henry Jay Lewis (Los Angeles, Californië, 16 oktober 1932 - 26 januari 1996) was een Amerikaanse contrabassist en orkestdirigent.

## Leven en werk
Lewis studeerde aan de University of Southern California. Op de leeftijd van 16 jaar werd hij orkestlid bij de Los Angeles Philharmonic Orchestra. Daarmee was hij de eerste Afro-Amerikaanse instrumentalist in een groot symfonieorkest.
Na zes jaren als contrabassist bij de Los Angeles Philharmonic diende hij van 1955 tot 1961 bij de Amerikaanse strijdkrachten. In die periode was hij in Duitsland en Nederland contrabassist en dirigent van de Seventh Army Symphony. Na terug in de VS richtte hij de Los Angeles Chamber Orchestra op. In 1963 reisde hij daarmee door Europa onder auspiciën van het ministerie van buitenlandse zaken.
Hij verkreeg nationale erkenning in 1961, toen hij werd aangesteld als assistent-dirigent van de Los Angeles Philharmonic onder Zubin Mehta, een post die hij vervulde van 1961 tot 1965. In 1968 werd hij de chef-dirigent van de New Jersey Symphony Orchestra, die hij omvormde van een regionaal ensemble tot een nationaal erkend orkest. Hij was de eerste Afro-Amerikaan die een groot symfonieorkest leidde.
Hij maakte zijn debuut aan het Metropolitan Opera House in 1972. Na zijn terugtreden bij de New Jersey Symphony in 1976 maakte hij een tournee als gastdirigent in alle grote operahuizen. Tevens was hij van 1989 tot 1991 chef-dirigent van het Radio Symfonie Orkest, onderdeel van het Muziekcentrum van de Nederlandse publieke omroep.

## Persoonlijk
Van 1960 tot 1974 was Lewis gehuwd met de beroemde operazangeres Marilyn Horne, die aan hem haar vroege ontwikkeling als zangeres dankt. Zij kregen in 1965 een dochter, Angela. Lewis stierf in 1996 op 63-jarige leeftijd aan een hartaanval.
- Biblioteca Nacional de España: XX999443
- Bibliothèque nationale de France: cb13896620j (data)
- Gemeinsame Normdatei: 134444329
- International Standard Name Identifier: 0000 0001 1951 4974
- Library of Congress Control Number: n2008027456
- Nationale Bibliotheek van Letland: 000145160
- MusicBrainz: 6b142c14-a64b-4e76-ad57-721ae62a3a71
- Nationale Bibliotheek van Tsjechië: xx0228606
- Nationale Bibliotheek van Israël: 987007378804405171
- Nationale Bibliotheek van Polen: a0000002678506
- Nederlandse Thesaurus van Auteursnamen: 07209477X
- SNAC: w6j20g5h
- Système universitaire de documentation: 158487052
- Virtual International Authority File: 79075828
- WorldCat: E39PBJdGKGMrcmg4HJFQMq3fbd